# 瀨戶的花嫁角色列表
瀨戶的花嫁角色列表是瀨戶的花嫁的登場人物列表
（配音是CD廣播劇版/電視動畫版/台灣版）

## 滿潮家
居住於埼玉縣的普通人家，本作男主角滿潮永澄的家庭。由於永澄暑假在海邊溺水，被人魚黑道瀨戶組的千金瀨戶燦所救，但基於人魚和人類的規條，必須和他們成親以迴避處死的狀況下，開始介入種種和人魚相關的事件。隨著劇情進展，瀨戶燦與江戶前留奈（偶像兼江戶前組千金）也搬進了這家人的住處與其生活。
- 滿潮 永澄（みちしお ながすみ）（配音：鈴村健一∕水島大宙∕黃乾師）

本篇的主人公。居於琦玉的極平凡的中學生，蓄著呆毛的黑短髮是其特徵。在祖母居住的農村地方瀨戶遊玩之際，在海中遇溺並為燦所拯救。該時，若人魚被人類看見的話，其中一方便得死亡或是雙方成為家人；他為此選項所迫，最後決定與燦結婚。
當時曾為極為平凡的人類，面對身為其救命恩人的燦的恩義，他磨練著他的「男子氣概」。亦因為這件事，本人也不自覺地得到週遭女性的良好評價。留奈的愛好者（現在也悄悄地收集著其畫集）。小學二年級生時曾有「紙牌王（カルタキング）」的綽號，與巡結伴玩紙牌時發揮出壓倒對手（相當強）的實力。
雖然成績不好並成為了補習的對象，但智慧好像開始迴轉似地，縈繞著失蹤了的卷與エラ呼吸三兄弟作出很多的推理，最後使用貓找出サーたん製作的隱藏門，解決了事件（由於這件事讓サーたん對永澄改觀）。此外，燦經常因為被水弄濕足部而變回人魚尾巴，他為她抹乾足部的技巧越來越好，如今在書包內亦長駐著毛巾。
十分珍惜燦，在燦遇到危機時會連不顧自己性命來拯救她。此外，從義魚說「不放棄小燦的話便會被うっちゃん吃掉」時仍然不放棄抵抗至最後一刻一事可得悉他對燦的思念之深絕非等閒之物。被Howling Voice震破耳膜無數次的關係，耳朵不及以前，故此對歭著留奈的戰鬥之詩時便成為了唯一無效果的人。可是，燦的睡眠之詩、英雄之詩能夠普通地（可說是普通以上）傳達到其耳裡可推想為表達了二人對彼此的思念之強。動畫版中則是指永澄聽到過多的人魚之詩，故此對人魚之詩有了抵抗力的設定。
即使是被只要刺傷便會致死的河豚刺刺傷頭部，只走到三途川（註：佛教中分隔塵世與冥界的川）便能無事之類，其生命力與人魚並排地高；此外，在平日被遠離常人的運動能力的人魚們追趕著（為了殺掉他），他本身的運動能力、反射神經也被充分鍛鍊過，結果便是即使是最近距離的火箭發射裝置的攻擊也能夠無傷地逃過，從數十米的高度上為保護燦而頭部先跌到水面也能毫髮無傷；動畫版中亦曾說自己「漸漸遠離人類」。動畫OVA「仁」中受瀨戶豪三郎從中作梗，被調動到不良學生班的初三零組，之後在OVA「義」中回到燦所在的初三一組。
廣播劇CD中以永澄的配音與某機動戰士動畫的某主人公的配音員是同一人，本編亦以此事作為材料。
- 滿潮父（配音：島田敏∕伊丸岡篤∕賀宇傑）

永澄的父親。本名不詳，本應是滿潮家的一家之主，但是隨著故事發展就連這個權力也被剝奪掉。自宅還需還20年的貸款，在動畫版中則改為35年；同樣，在動畫版中因為滿潮母迷上政一事而經常淚流滿面。即使受到重傷也無人在乎，並在江戸前 留奈（えどまえ るな）入住其家後，無法繼續在餐桌上享用早餐，被迫趕至客廳，自嘲「已經毫無存在感的父親」，在某程度上比永澄還要不幸的角色。
- 滿潮母（配音：天野由梨∕並木法子∕傅其慧）

永澄的母親。本名不詳。雖然擁有和靄的性格但對其丈夫卻十分殘酷。成為了代替留奈母親的存在。此外，看著永澄突然巨大化並把家弄毀時，只是一句「突然變大了呢」便沒事了，可看出她的堅強（順帶一提滿潮父看見家的破滅時目瞪口呆）。因為其孩子般的樣貌，看起來年輕一事也讓她擁有堅定不移的人氣度，儘管出場的次數很少但第一回人氣投票卻得到了第十位，在動畫版裡雖然貌似迷上了瀨戶組的政（まさ），然而看到滿潮父看廚房裡的燦而看呆時，仍然會對滿潮父發怒，可見其相愛之情尚在。永澄的卡牌技巧即是來自她的傳授。
動畫版中，追加了迷上政的男子氣概的設定。
- 滿潮祖母（配音：定岡小百合∕松島榮利子∕傅其慧）

居於瀨戶的永澄的奶奶。本名不詳，知道人魚的事情，於動畫版內只出現於前期，是個寬容溫和又古典的老奶奶。
- 滿潮祖父（配音：無 / 長克巳∕賀宇傑）

在永澄小學五年級時逝世的永澄的爺爺。本名不詳，漫畫版中在第八卷時因為被燦與明乃的竹刀打到後頭部時初登場（此時是在三途川的死國在永澄面前說話），可是動畫版卻突然地在第二話登場。猶如宮崎動畫出現的鬍子毛茸茸的樣貌。

## 瀨戶家
居住在瀨戶海的人魚黑道家族，本作女主角瀨戶燦的家庭。在海下座擁的大宅邸，是人魚黑道「瀨戶組魚類聯合瀨戶組」的大本營，自從燦基於人類與人魚的規章與永澄締結婚約後，瀨戶家的人為了監視永澄與燦，也跟著燦搬到琦玉縣生活。
- 瀨戶 燦（せと さん）（配音：田中理惠∕桃井晴子∕丘梅君）

瀨戶內魚類聯合瀨戶組組長的獨生女兼本作的女主角。3月3日出生，是本作唯一有設定生日的角色。特徵是淺褐色的長髮與雙眼，人魚姿態下，魚尾是桃紅色。發現並救助在海中溺水的永澄，而且決定與其結婚的少女。原居於瀨戶內海，之後前往琦玉，在永澄的家中一起生活。平時如同一般的少女，加上她天然呆及友善待人的性格，吸引了不少人。但由於是黑道中人的關係，她對於「仁俠」十分執著，偶爾會進入稱為仁俠模式的性格，出現自己飾演黑道女人的場面，擁有雙重人格。
足部被水灑到的話，便會無法保留人的姿態而變回人魚。雖然平時已經被叮囑要小心，也接受過即使被水灑到仍能保持著人類姿態的訓練，可是因為她天然呆的性格依然經常被水灑到。（順帶一提熱水比普通的水更容易忍耐不變回人魚姿態，另外在人魚的足部狀態下會比較愉快。）
在學校與留奈同樣被偶像化，在留奈入學之前，永澄並沒有察覺那種高人氣度。對比同輩的人發育很好，比起留奈而言身材很不錯，身高甚至與永澄差不多，也相當的有個人風格。然而因為永澄比較喜歡貧乳反而讓她萌生了劣等感，也因此讓她討厭再長高。口癖是「寫作任俠（にんきょう），讀作人魚（にんぎょ）！」（“任侠”と書いて“にんぎょ”と読むきん！）。
不擅長紙牌，在尋找卡片時便會把卡片弄得四分五裂（自稱是如此，實際上是遊玩時豪三郎被サーたん捏著頭部才讓紙牌的卡片破掉了）的事情開始被稱為「瀨戶內紙牌．Ｄ（Destroyer）」。的愛好者，因為此事與同為ブン太愛好者的悟十分要好。
作為人魚，能夠利用自身聲音把使用對象催眠、強化，亦能破壞物體。在昔日她為了救助被欺負的丸子，學會了由政所教授的「不知火流」劍術，而且能夠靈活運用。具有一流的劍術實力，普通的瀨戶組成員無法在她手上奪勝，與同樣使用「不知火流」的明乃有互相角逐的實力。
偶爾會說出這樣的說話，這是與下述（睡眠之詩項目）不同，推想為最終幻想系列中與ドワーフ們打招呼應為原材料。雖然對永澄的事情十分重視，但因為她天然的性格，一鼓作氣地使用Howling Voice令永澄耳膜破裂也是常有的事。怕貓，即使是小貓也不會接近。
喜歡的異性類型是「像番長般俠氣滿溢的人」，這點與明乃相似。因此當永澄在義魚和天王山面前保護燦時，就讓她十分的心動。
名字的由來是Sun＝太陽。此外由於日文中「燦」的讀音與數字「3」完全相同，因此常有誤叫名字的情況，本人對此也非常敏感。
- 瀨戶 豪三郎（せと ごうざぶろう）（配音：内海賢二∕三宅健太∕陳宏瑋）

瀨戶內魚類聯合瀨戶組組長。燦的父親，體態粗曠，臉上有側十字刀疤的中年男子。擁有、等的綽號，構成員亦十分仰慕他。可是，現在仍然無法離開孩子，溺愛著燦，對於永澄並沒有很好的想法，希望能在某天把他變成亡者。在舞台移往琦玉後，便作為永澄與燦的班主任待在琦玉。把永澄喚作孑孓（ボウフラ）。小食亭的「アケミ」、外國人酒吧的等等，善變的對象也很多。愛稱是。教的受洗名稱是「Christine豪三郎（クリスティーヌ豪三郎）」略稱是「Chris（クリス）」。孩提時代午睡時被貓咬耳朵而害到化膿，因此他即使已經中年仍十分害怕貓。
動畫版劇情中，永澄因為好奇豪三郎的人魚姿態，想趁著豪三郎洗桑拿浴的時候從門外窺看，不過後來因故沒能見到他的人魚面貌。
- 瀨戶 蓮（せと れん）（配音：三石琴乃∕鍋井まき子∕丘梅君）

豪三郎的妻子，燦的母親，留著深藍短髮的成熟女性。基本上豪三郎在她面前就抬不起頭來。如今在永澄的學校成為保健醫生，也經常傾聽學生的煩惱，並且不時對豪三郎與瀨戶組員給予訓誡。勸喻永澄與燦結婚的人物，同時是比豪三郎更有能力的人；亦有利用大人的魅力作弄永澄的事情。此外，對女僕服表示興趣，動畫版中十分高興能夠裝扮成白衣保健老師，是一位愉快性格的擁有者。擁有名槍，能夠把持有者那種希望拯救他人的堅強想法轉化為淨化的力量。從能夠看穿沒有戴上眼鏡的委員長一事可看出其洞察力絕非等閒。和不知火明乃的音叉劍「明星」配合的狀況下，其聲波甚至能夠一擊打倒源義魚的寵物。十分支持永澄與燦。

## 構成瀨戶組的主要成員
隸屬瀨戶組旗下的成員，為了監視與燦締結婚約的永澄來到埼玉，其中政和藤代甚至還在永澄就讀的學校擔任教師，但除了政以外的其他人都對永澄懷有敵意，後來隨著劇情發展，瀨戶組的成員才逐漸對永澄表示認可。此外，由於是瀨戶地區出身的緣故，有的成員說話還會帶有瀨戶腔。
- 政（まさ）（配音：竹本英史 / 村瀨克輝 / 林協忠，記憶喪失前：池田秀一 / 林協忠）

教授劍技予燦的瀨戶組人物，留著爆炸頭，佩戴墨鏡的黝黑男子（失憶前為蓄著長髮的英俊模樣）。初時只是處於「最初為永澄進行人工呼吸的人物（奪走永澄初吻的人）」的角色定位，不知何時便成為了主要人物的一員。綽號「瀨戶組內唯一良心」。充滿漢子氣概的人物，即使是男也會被其說話打動。今在永澄的學校擔任數學教師。動畫版中得到『人妻殺手』、『少年殺手』的綽號，讓永澄的母親心動。
過去的一切完全記不起（可是仍記得小時候討厭貓），實際是為監視豪三郎而來臨的役人兼明乃的兄長。因為一次事故讓其記憶喪失，豪三郎拼命地瞞過去時，他不知所終的事情被役所當作「放棄任務」而發出處刑命令；政再次陷入不能回復原來姿態的困境。本來的記憶仍然無法回復，但從永澄與豪三郎聽來的說話認識到自己是明乃的兄長與修練劍士的事情，往後在明乃的背後守護著她；在得悉上述事情後亦多少有些妹控的表現。此外被明乃喚作「毛茸茸」一事讓他大受打擊，一段時間無法行動。
中文版配音裡，時常會用台語說話。
- 卷（まき）（配音：齋藤千和/桑谷夏子/傅其慧）

身高只有玩偶大小的卷貝人魚，短髮與雙瞳皆為深藍色。傾慕燦，與豪三郎同樣希望把永澄殺掉的暗殺者。然而，面對為了報答燦的恩義而磨練著男子氣概的永澄也有認同的時候，在巨大鰻魚的うっちゃん快將把永澄食掉時出手相助之類，最近對他已經沒有佈置陷阱或是出現殺氣（與永澄吵架時除外）。在燦與公眾前就假裝貓般溫馴，可是在永澄面前（後來搬來的留奈同樣）便會露出本性。在被當作妖精看待以來便與委員長十分要好，並且以網上偶像「マキたん」的身份活躍中。稱呼永澄為海蟑螂（フナムシ）。
武器是能噴出高壓水流而飛行並讓她進行機關槍等的貝與塗上河豚毒的刀「河豚刺（フグサシ）」。順帶一提她從來沒有坐在貝內進行攻擊，後來因為サーたん的改造讓她也能夠坐在貝內攻擊了。擁有能打倒人類程度的實力可是對貓就是沒輒，即使是小貓也無法抵抗。此外，可能是打麻將賠光的關係（見動畫第20集）變得比永澄還要窮，曾在自動販賣機附近尋找掉落的零錢卻被永澄撞見，當場臉紅哭著逃走了。
- オクトパス中島（オクトパス なかじま）（配音：松本吉朗/矢部雅史）

巨大的章魚人魚，似乎已來了埼玉但沒有其人類姿態的相關描寫，動畫版企圖阻止誤服人魚養命水而巨大化的永澄，反被永澄一擊揍飛。
- 鯊魚藤代（シャーク ふじしろ）（配音：中井和哉/子安武人/陳宏瑋）

鯊魚的人魚。一卷時只是一條鯊魚，但在二卷時便以人類姿態化為體育教師來活動。人型姿態下，是個留著淺黃短髮，銳利的淡黃雙瞳，牙齒尖銳的男子，一旦生氣或是襲擊對方，甚至想獵食的狀況下，會露出鯊魚的真面目攻擊對方。希望能把永澄殺掉。最近除了豪三郎的命令之外都不會襲擊他人，動畫版有被江戶前留奈的父親擊倒奪去衣服的經驗。動畫OVA版當上了初三零組的班主任。
- 泉（せん）（声：千葉繁）※只於CD廣播劇登場

二齒魨科的人魚。豪三郎對其有恩，希望把永澄殺掉的其中一人。職業是針灸師，暗地裡卻是以針作為暗殺道具的職業。
- 鰓呼吸三兄弟

正式名稱是瀨戶組・豪三郎直屬部隊「豪ちゃん親衛隊」。雖為豪三郎的直屬部下，但其頭腦不佳。不能完全地成為人類的形態，故此面部還是維持魚的樣子。也有沙丁魚的人魚前輩。
- 鰤夫（ブリ夫）（配音：無/伊丸岡篤）

五條鰤的魚人。
- 鰺太郎（アジ太郎）（配音：無/藤井啓輔）

鰺的魚人。
- 金槍郎（マグ郎）（配音：無/原沢勝広）

金槍魚的魚人。

## 江戸前家
本營位於東京灣的人魚黑道「江戶前海系關東水中生物聯合會組」。
- 江戸前 留奈（えどまえ るな）（配音：無/野川櫻/郭馨雅）

江戸前海系關東水中生物聯合會組長的女兒，特徵是粉紅色的雙馬尾髮型與雙瞳，人魚姿態的魚尾是黃色。視燦為宿敵的青梅竹馬，同時，燦亦是她走到陸地後的少數朋友。
在一次歌唱比賽裡被燦擊敗以來，為了在歌唱方面勝出而成為人氣偶像「LUNAR（月亮）」。可是她在暗地裡繼續努力且為了從燦手中奪得永澄而寄居在永澄家中。在同一時候轉入與永澄他們同校同班。在陸地上的第一人稱是「私様（ワタクシさま）」。單曲、專輯同樣得到Oricon第一位程度的人氣，因此成為了擁有連戰車也能買到的怪物卡程度的富有人家。也出版了讓她有些害羞（學校泳衣加上袖口(cuffs)與硬領(collar)）的凹版印刷寫真集，不過無論怎樣恭維也無法強說出其胸部大，本人也很在意此事，亦成為了對燦燃起對抗心的一個原因。主要因為演藝界的工作繁忙，與永澄同樣成績並非十分好，本人也漸漸開始認真地面對此事。
擁有偽雙重人格，在電視前便會變得謹慎謙虛的性格，可是骨子裡的性格是女王氣質且以高壓的態度待人，明乃評價為「內心充滿負面感情的傢伙負」。可是，在學校與偶像對立的狀態下拼命地溫習，更將燦他們捲進來與她練習廣播劇之類，暗地裡也在繼續努力。為了收錄隱藏技能節目便把卷放進人形裡當作腹語術，卻因卷的暴走害她需要睡在集中治療室三天，有一段時間也對小留奈（腹語人偶）存有恐懼。
把永澄稱呼為「下僕」，當初只是為了從燦手上奪去永澄，但後來逐漸被他吸引，嘗試過一次告白。如今是以「踏的更深的話便不能回頭」的想法仰壓著戀愛感情，因此不常在表面出現。由於孩提時代缺乏雙親的愛情，故此難以違抗為她打理一切的永澄母親。雖然明白父親在擔心她，可是父親因為做得太過份的愛情而經常被毆。
與燦同樣能詠唱人魚之詩，但是並非燦那種物理攻擊力的詩。然而，親衛隊與SP之類都扯過來當作自己的部下使用(底下有兩個身材魁武並帶著墨鏡的SP，在劇中大多是搞笑用，出場時身體都會扭來扭去，並且大叫「Oh yeah！」)。與燦同樣只要一碰到水便會立即變回人魚。雖然沒有父親的程度，但她也稍為沒用，因為工作關係只有自己無法參加修學旅行時，明明情緒低落，但卻謊說自己並沒有不愉快。實際上是害怕寂寞且十分喜歡永澄與燦。何時也希望能三人在一起，儘管留奈知道永澄對燦抱持著深切的情感，但也沒有放棄過從燦手上奪走永澄的念頭。
名字的由來是Luna＝月。從東京灣而來。
- 釜田（かまた）（配音：無/眞嶋リョウ/林協忠）

留奈的經理人。雖然使用女性語調但並非男同性戀者。有一個是「大都心TV」節目導演，名為杉尾（スギオ）的雙胞胎弟弟。儘管沒有直接的描寫，但從其得知人魚古代歌詞、參加極道懇親會等事情中推測他亦是人魚的一員。全名不明。
- 留奈爸爸（配音：無/玄田哲章/賀宇傑）

江戸前海系關東水中生物聯合會組長，全名不詳，體態魁梧結實，常戴墨鏡的金髮男子。
認為女兒是十分重要的存在，然而因為他不擅於表達內心的想法，故此在別人眼中他只是如同跟蹤者的存在。和同樣重視女兒的豪三郎不同的是他並不反對永澄和留奈之間的感情，而是順從留奈的意思為兩人舉辦婚禮。
與留奈的母親在五年前離婚。
在50小時的不斷跳舞後連一次喘氣也沒有，看出他擁有極強的體力。與經燦的英雄之歌強化身體的豪三郎以不分上下的能力戰鬥、一擊便能打倒熊等事情可得悉其強勁的實力。動畫版中還有打倒藤代並搶走其運動衫、承受火箭炮與光束砲之攻擊而不死、空手折斷三河海之刀的事蹟。
登場時會播放魔鬼終結者的背景音樂，甚至連對話都會引用該電影的部分台詞。曾經為了理解女兒的心而裝扮(Cosplay)為「居於鄰舍的青梅竹馬」，往後，那種裝扮本人也很喜歡的關係，登場時穿著水手服的情況很多，動畫版內最後一話，亦為女裝出現於義魚宅邸，雖為搭救眾人的英雄角色現身，卻成了不折不扣的搞笑角色（但之後一定會被留奈毆打）。稱呼永澄都叫他「HUMAN」。
動畫OVA版轉入了燦與留奈的班級。
- 留奈媽媽

有著與留奈一樣的外貌及身材，全名不詳。五年前與留奈爸爸離婚，曾因刑事罪行入獄十年，出獄後暫居於永澄家。

## 磯野第三中學
永澄與燦就讀的中學，隨著劇情進展，陸續有其他人魚以轉學生的身分轉入此校，或是在校園裡擔任教職以方便監視永澄與燦的行動。

### 2年1組同學
- 猿飛 秀吉（さるとび ひでよし）（配音：松本吉朗/矢部雅史/賀宇傑）

永澄從小學生開始的惡友。暱稱是「猿(サル)」。迷上燦。對於色情週邊十分了解，故被稱呼為「（色情老師）」與「（色情色情仙人）」等名字。與永澄同樣成績不佳。
在運動會得到海給予的膳食後便成為其手下，並稱呼其為殿下。此外，似乎從前世開始已與巡有緣。
- 錢形 巡（ぜにがた まわり）（配音：廣橋涼/森永理科/曾允凡）

永澄從小學生開始的朋友兼學校的風紀委員。永澄的青梅竹馬。因為父親是警視總監，故其正義感很強。然而她是認為自己是正確之時，便會無論何時也會衝下去的性格。實際為不幸地死去的古代公主的末裔。口癖是「需要巡來教你社會的常識嗎（巡が社会の常識教えてあげようか）」。喜歡永澄。
- 委員長（いいんちょう）（声：後藤沙緒里/力丸乃梨子/傅其慧）

巡的青梅竹馬亦是永澄該班的委員長。若然問其名字便會回答，當然是要以對方問其名字的前提下才可成立。平日是戴上眼鏡的普通孩子，但放下眼鏡的話，便會變成他人般。喜歡永澄，曾有一次在放下眼鏡的狀態下向永澄告白，但是卻錯誤地向燦告白了。為了瞞過去便化名為「最後的女傑族（Last Amazones）」，結果被誤會迄今。順帶一提，知道她戴上與脫下眼鏡的便只有卷、蓮、莎旦或極小部分的人類。
從莎旦得來的改變性別的人魚道具「GenderX」後便擁有了「不能饒恕惡行」的設定。如今在Last Amazones狀態下會戴上隱形眼鏡。實際是與同性戀者的待遇同樣。
漫畫最後一話由聲優們命名為伊院千代(日文音同委員長)
- 三河 海（みかわ かい）（配音：無/小野大輔/陳宏瑋）

三河灣名家「三河家」的長子並日本第一富家的兒子，說話略帶關西腔。孩提時代迷上了燦，為了追上燦而轉校來琦玉。虎鯨的人魚。小時候曾在撒哈拉沙漠中迷路，自此以後便對寬闊且明亮的地方存有恐懼，外出時也得穿上太空衣才能夠行動。一直都穿著海軍的軍服與帶上日本刀到處走。然而，偶爾在其肩上的會是美國海軍的階級章。此外，移動時會使用在地下水路的潛水艦「海王丸」，每次其浮上的地方都會被破壞。
- 不知火 明乃（しらぬい あけの）（配音：喜多村英梨/傅其慧）

為了人魚試驗而轉校而來的修練劍士少女，特徵是墨綠色的長髮與雙瞳，並且習慣將頭髮綁成馬尾。表面上是把無法完全融入人類社會的人魚遣返至故鄉，實際上是為了阻止燦與永澄的婚事而行動。非常強悍，在學校被稱為番長。原本持著的劍是「虎轍」，後來虎轍因故損毀改用音叉劍「明星」。能夠用劍與同等實力的燦戰鬥。意外地胃口大。口癖是「很苦惱」。燦以的暱稱稱呼她。人魚姿態下，魚尾是紫色。
有一位兄長、他與明乃同樣是人魚試驗的修練劍士，但是他在十年前到達瀨戶內海後便不知所終。她認為不知所終的兄長是一族的恥辱故希望以自己的雙手解決一切。由於此原因，她不知道自己的兄長便是政。她也同樣很容易地成為記憶喪失者。
隨著故事發展，她與永澄、燦等人發展出友情，在OVA中喜歡上永澄。實際上害怕妖怪、由於不小心的關係而不斷地在飲食店當兼職等事，讓她與初期登場時不同，漸漸成為了弱化的角色。被視為與由比照是舊戀人的關係。
作為不知火家正統後繼者，接受了名為「明星」的証明。

### 磯野第三中學關連者
- 莎旦（サーたん）（配音：無/恒松步）

居於瀨戶內海的海藻系人魚。外表與貞子類似。特徵是綠色的波浪型長髮。能夠自由活動頭髮，也能悄悄地在天花板攻擊對方，用大量的海藻將對方綑綁起來，但因為是特殊髮質的關係不攝取很多水份不行。燦的朋友且為跟蹤者（stalker）。別名「瀨戶內的陰暗面（Dark side）」與「捕食者（Predator）。憂心於燦的事情，並會秘密地襲擊古怪的人類。因為平日不常看見，從外表看來便會經常與幽靈混淆。此外，以前為了保護因保護丸子而被全班責備的燦而接受了身為特殊部隊教官的伯父的情報戰訓練。亦因此而成為了跟蹤的忍者，在她面前絕對無法隱瞞事情。此外與丸子相識。
雖然與燦與永澄是同年的，可是很討厭與永澄同樣的學生（後來改觀），因為看起來比較年長，所以威脅豪三郎與政潛入學校成為了2年1組的副班主任兼英語教師。順帶一提服裝與日劇《女王的教室》酷似。除燦之外的學生都稱呼為。在女僕咖啡店擔任兼職廚師，偶爾也會讓永澄試吃她做的料理。
- 由比 照（ゆひ てる）

通稱ユピテル。明乃在士官學校時代的同級生兼海之役員『魚WAT』的準尉。對於明乃是如同姐姐大人般的傾慕，亦抱有同性愛的感情。因為擔心為工作而遲遲未到的明乃而獨斷地把燦帶走，但最後失敗，結果便滯留在學校當警衛員。設定上是在海外的學校跳級且畢業。與明乃一起便會很興奮，為了平伏心情便會打自己的臉讓鼻血流出來。部下有平目曹長。
真實的名字是駿河由比輝（するが ゆひてる）、繼承了駿河家正統名為「輝」的証明。此外，的漢字不知道是錯誤還是錯字，如今還是不明。
- 天王山

長得像北斗之拳的拉歐，外觀魁梧的男子，磯野第三中學問題學生的領導人，雖然是中學生，但因為一直留級的緣故，實際年齡已達32歲，已結婚且育有一女。曾經和永澄交手並敗給對方，後來在漫畫第61話迷上留奈並試圖追求她，但因為被留奈拒絕，加上留奈爸爸的阻擾而失敗告終。

## 其他登場人物

### 人魚
- 緒呆突丸子（おほーつくまるこ）

與蕗到來的ミポポ教修女。留著過腰的中分黃色長髮，藍色雙瞳。與瀨戶組有同盟關係的緒呆突組組長（由於父親身體欠佳故此已經繼承了其職務）。自稱「愛的傳道師」，一直都主張著愛。孩提時代因為要療養才在瀨戶內渡過，在小學一年級時被人欺負，因為燦挺身保護她才保住性命。然而，最初燦把她的事情給忘了。療養亦非能夠把身體完全治好，很快便會吐血。武器是擁有和卷的水砲威力相當的名鎗「北海道快馬SP」，能力是與燦同様的人魚古代歌詞。
- 蕗（ふき）

從北海道來到的卷之妹，短髮與雙瞳皆為深紫色。可是這個名字是在移居北海道的「主人」取名的，小時候，被卷稱為「卷2號」。如今仍然沒有說出其本名。順帶一提，身為姐姐的卷已經完全地忘掉妹妹的名字。孩提時代受到卷的不良待遇，故此與卷的關係不佳。與卷同樣小，頭上繫著民族風的頭巾，身穿北海道神威村的民族服裝，帶著蕗（註：日本產的一種野菜），因此被猿形容很像羅波庫魯（註：傳說中一種棲息在蕗葉田的小精靈），而且會藉著蕗從高處漂浮落地。與卷同樣具攻擊性，擁有刀與凍結的能力。
- 劍士長（配音：無/一条和矢/林協忠）

明乃的上司。勒氏皇帶魚的人魚。魚型姿態下可在空中飛翔，人型姿態下是個頭戴白帽，身穿白西裝的短髮男子。在喫茶店一事中被無理地要求使用魔術，因此而出道。與明乃的兄長．和失憶前的政是生死之交。後對於明乃兄長失蹤事件經多方查探幾乎接近真相卻被瀨戶組設下圈套毆打至嚴重失億，與政之前一樣面目全非地成為瀨戶組組員，現時自稱為銀先生。
- 源 義魚（みなもとの よしうお）（配音：無/浪川大輔/林協忠）

居於京都屋寓的貴族，源義經的子孫，性好女色，被留奈形容成「專門玩弄少女於股掌之間的惡劣男性」。燦的愛好者而且想燦與永澄分別。飼養著名為うーちゃん的巨大鰻魚。動畫版一度設局將豪三郎、蓮、燦引來自己的住處，迷昏三人之餘拐走了燦，後來慘敗在永澄手下，魚型姿態是條鯰魚，為此還被手下嘲笑了一番。
- 平目曹長

ユピテル的手下。對於ユピテル的妄想也似乎已經習慣了。

### 人類
- 猿飛 悟（さるとび さとり）（配音：無/金田朋子）

秀吉的妹妹。平常習慣戴著一頂貓耳帽。喜歡任俠（仁俠）電影的女孩，從電影院的意外中被永澄救回以來便迷上了永澄。第四卷以後便沒有再次登場，後來在第九卷終於成功地再登場。與同樣喜歡任俠的燦的關係很好。同時也是唯一初次見到豪三郎，便能與其相處融洽的人類女孩。
- 店長

喫茶店店長。在明乃把其店破壞並在該處為了賠償而兼職之際，便把其店翻新為女僕喫茶店。
- 旁白（山崎バニラ）

只於動畫版出現。